# Culture de l'Union soviétique
 (septembre 2011).
Si vous disposez d'ouvrages ou d'articles de référence ou si vous connaissez des sites web de qualité traitant du thème abordé ici, merci de compléter l'article en donnant les références utiles à sa vérifiabilité et en les liant à la section « Notes et références ».
La culture de l'Union soviétique, est passée, au cours des 69 années d'existence de l'URSS, par plusieurs étapes. Des personnes de diverses nationalités en provenance de toute l'union y ont contribué, bien que la majorité d'entre elles soient russes. Cette période a par ailleurs correspondu à une russification des cultures des autres républiques socialistes de l'union. L'État soviétique a aidé les institutions culturelles, mais a effectué également une censure stricte.

## Histoire

### Les années Lénine

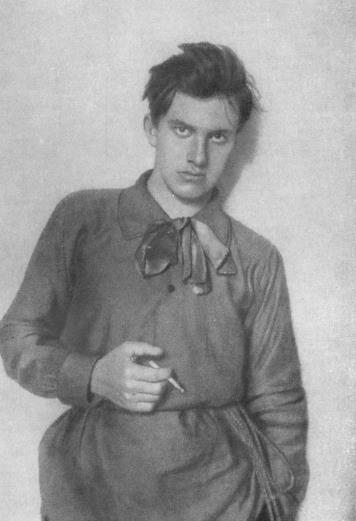
Le poète futuriste Vladimir Maïakovski.

L'attitude des autorités soviétiques à l'égard des arts et des artistes durant les années 1918-1929 a été de laisser une relative liberté et de significative expérimentation dans plusieurs styles différents, afin de trouver un style distinctif à l'art soviétique.
Dans les premières années de l'Union soviétique, les artistes et les écrivains étaient libres, mais beaucoup ont malgré tout fui l'Union Soviétique en raison de leur opposition au gouvernement bolchevique. Lénine préférait l'art traditionnel. Il détestait les arts nouveaux (futurisme, expressionnisme) et voulait un art soviétique proche des arts traditionnels, pourtant il n'a rien fait pour éviter la propagation du futurisme en Union soviétique. Lénine a montré son soutien à la scène artistique et a voulu que l'art soit accessible aux masses. Il a nationalisé de nombreuses collections d'art privées et créé le Musée du Nouveau Western Art à Moscou. Lénine voulait, au début, avoir le plein contrôle du système artistique et a créé le département des arts visuels pour en prendre le contrôle. Après la révolution de Février a rapidement surgi le mouvement Proletkoult. Ses membres ont voulu rendre l'art plus sympathique pour les masses et ont encouragé à une plus grande participation. De nombreux studios d'art ont ainsi été créés dans plusieurs villes. Ce mouvement a été progressiste et ses membres pro-révolutionnaires.
Dans de nombreux domaines, la période de la NEP fut une période de relative liberté et d'expérimentation pour la vie sociale et culturelle de l'Union soviétique. Le gouvernement a toléré de nombreuses tendances dans ces domaines, à condition qu'ils ne fussent pas ouvertement hostiles au régime. Dans l'art et la littérature, de nombreuses écoles, certaines traditionnelles et d'autres radicalement expérimentales, ont proliféré. Les écrivains communistes Maxime Gorki et Vladimir Maïakovski ont été actifs durant cette période, mais d'autres auteurs ont vu de nombreux travaux être ensuite refoulés, leurs travaux manquant de contenu socialiste. Le cinéma, est utilisé par l'État soviétique comme un moyen d'influencer une société alors largement analphabète, c'est dans cette période que Sergueï Eisenstein commence à travailler.
L'éducation, sous l'impulsion du commissaire Anatoli Lounatcharski, entre dans une phase d'expérimentation fondée sur les théories de l'apprentissage progressif. Dans le même temps, l'État soviétique a élargi les écoles primaires et les écoles secondaires aux travailleurs adultes. La qualité de l'enseignement supérieur a baissé, car les politiques d'admission sont, de préférence, de faire entrer la classe prolétarienne aux dépens des milieux bourgeois, indépendamment des qualifications.
Avec la NEP, l'État soviétique a assoupli la persécution de la religion commencée pendant le communisme de guerre, mais continue de faire campagne pour l'athéisme. Le parti a soutenu l'Église vivante, mouvement de réforme au sein de l'Église orthodoxe russe dans l'espoir qu'il porterait atteinte à la foi dans l'église, mais le mouvement est mort dans la fin des années 1920.
Dans la vie de famille, les attitudes deviennent généralement plus permissives. L'avortement est légalisé par l'État soviétique et il rend le divorce plus facile à obtenir. En général, les attitudes traditionnelles à l'égard des institutions telles que le mariage sont peu à peu changées par les idéaux révolutionnaires promus par le parti.

### L'ère Staline

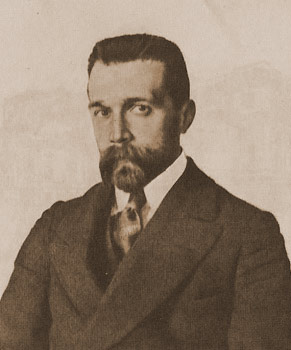
Le compositeur Nikolaï Miaskovski, le « père de la symphonie russe ».

L'art pendant le règne de Joseph Staline a été marqué par la montée et la domination du gouvernement à imposer le style du réalisme soviétique, concept artistique imposant aux artistes d'illustrer de la manière la plus figurative possible, dans des postures à la fois académiques et héroïques, la « réalité sociale » des classes populaires, des travailleurs, des militants et des combattants des guerres dans lesquelles ces pays furent impliqués. Le réalisme socialiste fait de l'art un instrument d'éducation et de propagande, en mettant de l'avant la critique et la représentations des contradictions du capitalisme et la description du développement révolutionnaire et l'émancipation du prolétariat et la paysannerie.
Le concept de « réalisme socialiste » est établi comme doctrine et forme d'art officielle de l'Union Soviétique lors de débats qui ont lieu entre la création en 1932 et le Ier Congrès de l'Union des écrivains soviétiques en 1934. À partir de ce moment, toutes les autres tendances sont, à quelques exceptions près, sévèrement réprimées, et les créateurs subissent tous une censure (c'est le cas par exemple de beaucoup d'œuvres remarquables de Mikhaïl Boulgakov : le texte intégral de son roman Le Maître et Marguerite n'a été finalement publié qu'en 1966). De nombreux écrivains ont été emprisonnés, déportés au Goulag, voire tués ou sont morts de faim, comme Ossip Mandelstam, Isaac Babel et Boris Pilniak. Andreï Platonov a travaillé comme concierge et n'a pas été autorisé à publier. Après une courte période de renaissance de la littérature ukrainienne, plus de 250 écrivains soviétiques ukrainiens sont morts pendant les Grandes Purges. D'autres textes d'auteurs emprisonnés ont été confisqués par le NKVD et certains d'entre eux ont été publiés plus tard. Des livres ont été retirés des bibliothèques et détruits.
En musique, la non-conformité à la doctrine « réaliste soviétique » est sévèrement dénoncé par les instances officielles pour leur « formalisme petit-bourgeois », notamment lors de la conférence sur l'état du développement de la musique en Union soviétique, tenue en janvier 1948 et présidée par Jdanov.
« Il s'est formé une brèche beaucoup plus importante dans les fondations mêmes de la musique soviétique. Il y a là-dessus deux avis, et tous les orateurs l'ont montré : dans l'activité de l'Union des compositeurs, le rôle dirigeant est joué aujourd'hui par un groupe limité de compositeurs. Il s'agit des camarades Chostakovitch, Prokofiev, Miaskovski, Khatchatourian, Popov, Kabalevski et Chebaline. Lorsqu'on parle du groupe dirigeant qui tient tous les fils et toutes les clefs du comité exécutif des Arts, ce sont les mêmes noms qu'on donne le plus souvent. Nous admettrons que ces camarades sont les principales figures dirigeantes de la tendance formaliste en musique. Et cette tendance est totalement fausse. […] les compositeurs dont les œuvres sont incompréhensibles au peuple ne doivent pas s'attendre à ce que le peuple qui n'a pas compris leur musique « s'élève » jusqu'à eux. La musique qui est inintelligible au peuple lui est inutile. C'est une erreur profonde que de prendre toute complication pour un progrès. »
— Jdanov
L'Union soviétique a encouragé le développement de grands orchestres symphoniques, comme la philharmonie de Leningrad, l'orchestre symphonique de Moscou, ou l'orchestre du Ministère de la culture de l'URSS. Le chef d'orchestre Ievgueni Mravinski, longtemps à la tête de la philharmonie de Leningrad, est un membre convaincu du parti.

### La culture post-stalinienne

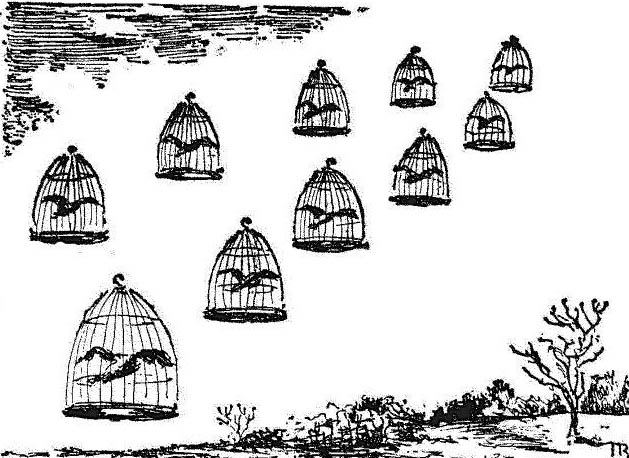
La caricature du caricaturiste russe Vitaliy Peskov sur la vie soviétique (années 1970)

Dans les années 1960 à 1980 sous l'ère Brejnev, s'ouvre une période particulière de la culture soviétique, caractérisée par la vie publique conformiste et une forte focalisation sur la vie personnelle. À la fin des années soviétiques, la culture populaire de l'Union soviétique a été caractérisée par une fascination envers la culture populaire américaine, comme en témoigne l'engouement pour les jeans. Mais la nomenklatura souhaite éviter une occidentalisation généralisée, comme en 1980, à l'occasion des Jeux olympiques de Moscou, où tous les jeunes moscovites furent envoyés à la campagne du temps des olympiades pour éviter le contact avec les athlètes de l'occident.
Le rock soviétique apparaît dans les années 1960. Toutefois, si les groupes peuvent se produire sans difficulté tant que leurs membres sont étudiants, une fois passé le temps de l'université, un choix s'impose : un statut officiel — celui d'« ensemble vocal et instrumental » devant obtenir une autorisation pour chacune de ses chansons —, ou l'underground, où sont produits librement des enregistrements sur cassettes audio distribués dans une relative clandestinité. Est tenu à l'underground ce qui déroge aux règles : celles de la bienséance, qui impliquent d'éviter d'employer un vocabulaire familier, vite considéré comme vulgaire, et d'avoir une allure acceptable, y compris sur le plan vestimentaire ; celles du patriotisme, certains étant considérés comme trop influencés par la musique occidentale, etc. Les artistes doivent donner le bon exemple. Ce qui n'empêche pas des groupes pop autorisés de faire une musique occidentalisée. Toutefois, les musiciens évoluant dans le milieu underground ne peuvent tirer de revenus de leurs musiques et sont contraints d'effectuer une activité professionnelle en dehors. Le Rock-Club de Leningrad deviendra un lieu essentiel de développement du rock dans le pays. Un regain d'intérêt sur cette période a lieu avec le film Leto qui narre le rock et la new wave soviétique du temps de l'ère Gorbatchev.
Dans les arts, la libéralisation de tous les aspects de la vie à partir du dégel crée une possibilité d'existence pour les différentes formes d'art non-formel. Les dissidents, bien que toujours réprimés, ne sont plus sous la menace immédiate du Goulag. Le poète Ievgueni Ievtouchenko est le représentant emblématique de la génération du dégel intellectuel après la mort de Staline, il fut l'une des premières voix humanistes à s'élever en Union soviétique pour défendre la liberté individuelle.
L'expérimentation dans les différentes formes d'art est devenu admissible dans les années 1970. Le régime assouplit les restrictions du réalisme socialiste ; c'est ainsi par exemple, que de nombreux protagonistes des romans de l'auteur Youri Trifonov se sont intéressés aux problèmes de la vie quotidienne plutôt que de construire le socialisme. En musique, l'État, bien qu'ayant continué à froncer les sourcils sur des phénomènes tels que le jazz et le rock 'n' roll, a commencé à permettre à des ensembles musicaux spécialisés dans ces genres de faire des apparitions limitées. Vladimir Vyssotski, natif et largement répandu en Union soviétique, s'est vu refuser la reconnaissance officielle en raison de ses textes iconoclastes.

## Pour approfondir